# Ninja Blade
Ninja Blade (ニンジャブレイド Ninjabureido) là trò chơi hành động được phát triển và phát hành bởi From Software cho Microsoft Windows và Xbox 360 năm 2009.

## Bối cảnh trò chơi
Người chơi đóng vai trò là một ninja hiện đại, dùng katana, song kiếm và kiếm dài để giết các quái vật. Hệ thống trận đấu tương tự như Ninja Gaiden hay Devil May Cry. Một thanh khí (triết học) được dùng hết khi "tầm nhìn ninja" hay Ninjutsu được sử dụng. Bối cảnh game mang tính điện ảnh cao, dựa trên các sự kiện thời gian nhanh để hoàn thành nhiệm vụ; sau khi giết được boss, người chơi phải thực hiện bước di chuyển kết thúc, gọi là "todome".

## Nhân vật
- Ken Ogawa - Chris Edgerly
- Kanbé Ogawa - Darryl Kurylo
- Kuroh Sakamoto - Yuri Lowenthal
- Michael Wilson - John DiMaggio
- Andy Walker - Khary Payton
- Ryoko Kurokawa - Kelly Hu
- Tojiro Kurokawa - Jim Ward
- Bác sĩ - Liam O'Brien (tin là Liam O' Brien)